# Вормс
Вормс (нем. Worms [ˈvɔɐ̯ms], пфальц. Woms, Woams, старое название в летописях — «Верница», др.-в.-нем. Verniza, Vernica) — город земского подчинения, расположенный на левом берегу Рейна на юго-западе Германии, на территории федеральной земли Рейнланд-Пфальц. Важный центр политической жизни средневековой Германии. Здесь неоднократно собирался имперский сейм и избирались императоры Священной Римской империи. Наибольшую известность Вормс получил благодаря происшедшим здесь историческим событиям, связанным с началом Реформации, а также благодаря средневековому героическому эпосу «Песнь о Нибелунгах», бо́льшая часть действия которого помещена в Вормсе.

## История
Вормс, существовавший со времён кельтов, принадлежит к числу древнейших городов Германии. С I по V века город находился под властью римлян, которые называли его Civitas Vangionum. В IV веке в Вормсе обосновался епископ. В списке участников спорного Кёльнского синода 346 г. упоминается епископ из Вормса, хотя существование епископской церкви в Вормсе в это время не доказано.
В начале V века с острова Борнхольм в Европу переселилось германское племя, члены которого по имени первоначального места их проживания были названы бургундами. Вначале они осели на Одере, но затем двинулись на запад и расселились в среднем течении Рейна. Как гласит легенда, по дороге они столкнулись с племенем нибелунгов и захватили их сокровища. Между 413 и 436 годами это место было избрано королём бургундов в качестве своей столицы и получило новое имя Борбетомаг (Borbetomagus).
В 443 году кочующие степняки — гунны разгромили государство бургундов. Об этом и повествует великая «Песнь о Нибелунгах». В XI столетии Вормс стал вольным имперским городом. Большой доход ему приносила торговля, в которой активно участвовали евреи. Удар по местной еврейской общине нанёс погром 1096 года.
Вормс был одним из самых важных городов Франкского государства. При Салиях и Штауфенах здесь неоднократно проводились имперские сеймы (отчего его прозвали «матерью рейхстагов»). В 1118 году в Вюрцбурге было достигнуто соглашение о взаимном уважении интересов светской власти и папства, завершившее многолетнюю борьбу за инвеституру. В результате в 1122 году в Вормсе заключён знаменитый Вормсский конкордат, в соответствии с которым за императором было закреплено право наделять епископов земельными владениями и символами мирской власти, но получение ими власти духовной осталось в руках папы.
В городе и позднее проходили имперские сеймы, из которых наибольший след оставили сейм 1495 года, на котором был провозглашен вечный земский мир, и сейм 1521 года, и на котором Мартин Лютер отказался отречься от своих сочинений и закончил свою речь знаменитыми словами: «На том стою. Я не могу иначе. Да поможет мне Бог. Аминь». Впоследствии эти слова были высечены на установленном в его честь в Вормсе памятнике. На том же сейме было принято решение о предании сочинений Лютера огню — так называемый Вормсский эдикт.
В эпоху Реформации Вормс ещё оставался одним из важных и богатых городов Германии, но после Тридцатилетней войны пришёл в упадок, а в 1689 году был разорён войсками Людовика XIV в ходе войны за пфальцское наследство. После революционных войн конца XVIII века, которые нанесли новый удар по экономике, город насчитывал только 5000 жителей.
В XIX веке Вормс испытал промышленную революцию, что несколько оживило экономику, но было не в состоянии возродить утраченное величие. Наиболее успешно развивалось производство изделий из кожи. Архитектор Карл Хофманн (1883—1951) задался целью создать «Новый Вормс» и разработал для этого неороманский архитектурный стиль, названный им «Нибелунгенстиль».
В конце 1918 был занят контингентами русского легиона чести.
Многие постройки Хофмана погибли во время Второй мировой войны, когда Вормс интенсивно бомбардировали англосаксонские союзники. Усилиями горожан Вормс был снова восстановлен, но реконструкцией занимались люди, получившие образование в годы увлечения новой архитектурой в стиле конструктивизма и функционализма. В результате многие улицы и кварталы приобрели современный облик.

## Достопримечательности
- Собор Св. Петра XI—XII веков — последний по времени строительства из трёх имперских соборов романского стиля, с 4 боковыми башнями. Наряду с соборами Майнца и Шпайера представляет выдающийся образец позднероманского стиля в Германии. Богато украшенный южный портал добавлен в XIV веке. Собор дважды за свою историю находился на грани уничтожения французами (во время войны за испанское наследство и вооружённой экспансии революционной Франции). Пострадал он и от бомбардировок Второй мировой войны. Внутреннее убранство создано в XVIII веке. Алтарь собора спроектирован Бальтазаром Нойманом, а выдающийся по мастерству хоргештуль является работой неизвестного мастера. По взаимной договорённости руководителей христианских конфессий, служба в нём ведётся в разное время как католическими, так и лютеранскими священниками.
- Церковь Св. Павла[нем.] (Pauluskirche) построена на месте резиденции императоров. Епископ Бурхард[англ.], воспользовавшись тем, что император Генрих II Святой сделал своей резиденцией другой город, договорился с ним о том, чтобы на месте замка построить церковь «во имя свободы города». Возведение храма было завершено в 1016 году. Разрушена французами в 1689 году и восстановлена в стиле барокко, но вскоре перестала использоваться по прямому назначению. В 1929 году, после столетней паузы, здесь снова появились монахи-доминиканцы. В 1945 году церковь выгорела, но затем была восстановлена в новых, относительно скромных формах.
- Людвигсплац — некогда главная площадь города — получила современное название в честь великого герцога Людвига IV (1837—1892), много сделавшего для развития местной промышленности. После его смерти в 1892 году в его память был установлен обелиск.
- Памятник Хагену[нем.] на берегу Рейна (1905) изображает эпизод из «Песни о Нибелунгах», когда Хаген из Тронье бросает в воды Рейна принадлежавшие королеве Кримхильде сокровища Нибелунгов, опасаясь, что она использует их для того, чтобы нанять войско и с его помощью отомстить своему брату Гунтеру, вассалом которого был Хаген, за смерть своего мужа Зигфрида, предательски убитого Хагеном.
- Памятник Мартину Лютеру, его предшественникам и современникам (1868) — грандиозный для своего времени памятник с основанием площадью 100 м² и многочисленными фигурами из бронзы. Создан по проекту дрезденского скульптора Эрнста Ритшеля при участии его учеников Дондорфа и Китца. Кроме большой статуи Лютера, украшенной барельефами, портретами-медальонами и надписями, здесь установлены ещё 11 фигур выдающихся лиц, противников официальной церкви. Его окружают: француз Петр Вальдо, англичанин Джон Виклиф, чех Ян Гус и итальянец Джироламо Савонарола, а также евангелические князья Фридрих Саксонский (слева от Лютера) и Филипп Гессенский (справа), а также сподвижники Лютера Рейхлин (1 и 5) и Меланхтон (4). Женские фигуры символизируют протестантские города — Шпайер, Аугсбург и Магдебург.
- Церковь Св. Андрея (Andreasstift) — монастырский храм XI века, превращённый в XX веке в краеведческий музей с богатым собранием доисторических, римских и франкских древностей, найденных в самом городе и его окрестностях; кроме того, есть коллекция предметов, относящихся к истории города, библиотека сочинений Лютера и его современников, а также собрание изданий вормсской типографии с очень редкими экземплярами книг XVI века (например, «Вормсская Библия» 1529 года).
- Еврейское кладбище «Святой песок» (нем. Heiliger Sand) существует с 1076 года и, насчитывая около 2000 могил, представляет собой одно из старейших сохранившихся еврейских кладбищ в Европе[7]. Первые евреи поселились в Вормсе ещё в IX веке. Среди них выделялся богослов Раши, чьи комментарии к Библии и Талмуду не потеряли для иудеев значения по сей день, и Бахарах, еврейский учёный, раввин, талмудист.

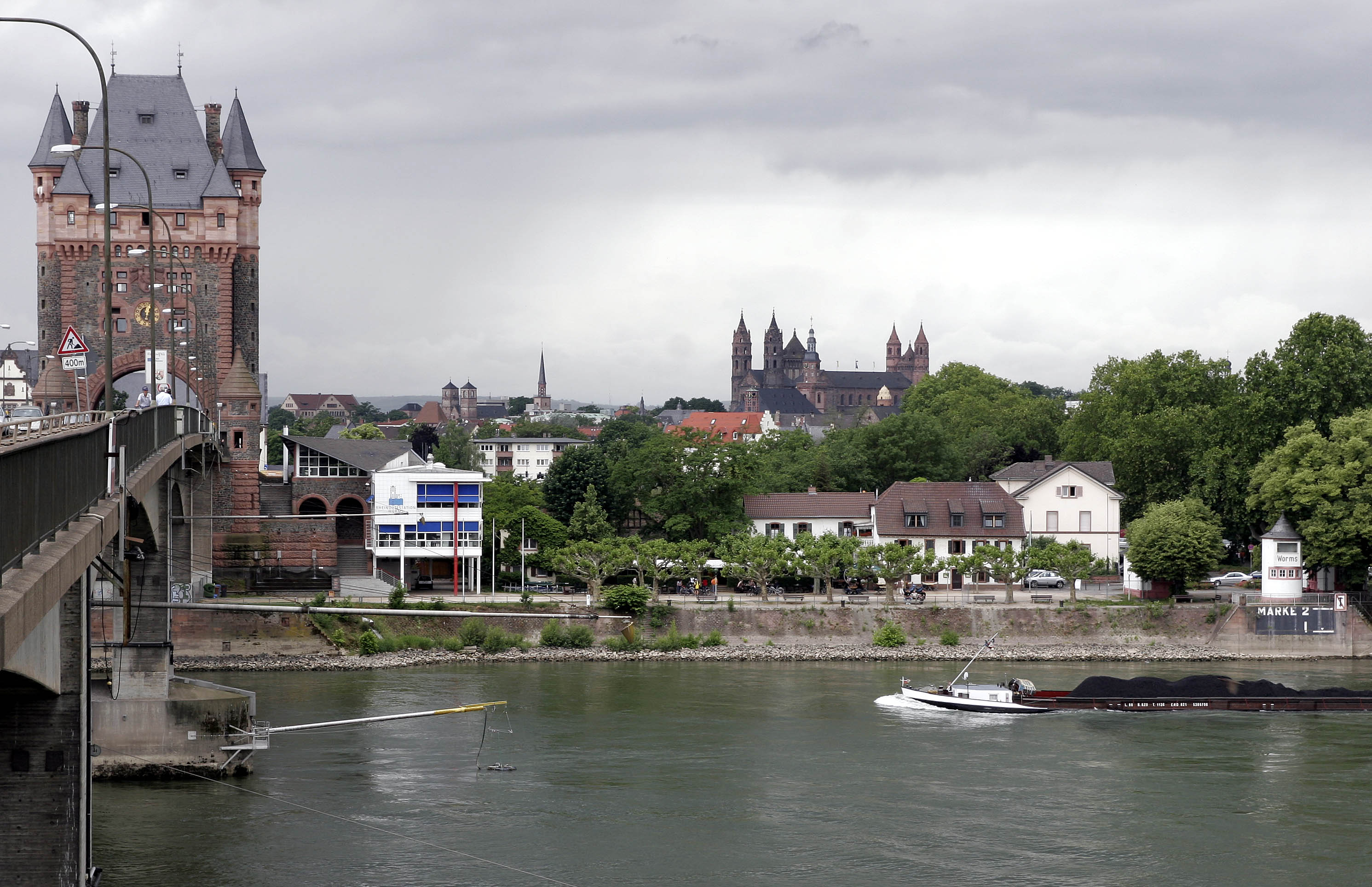
Неороманский мост Нибелунгов
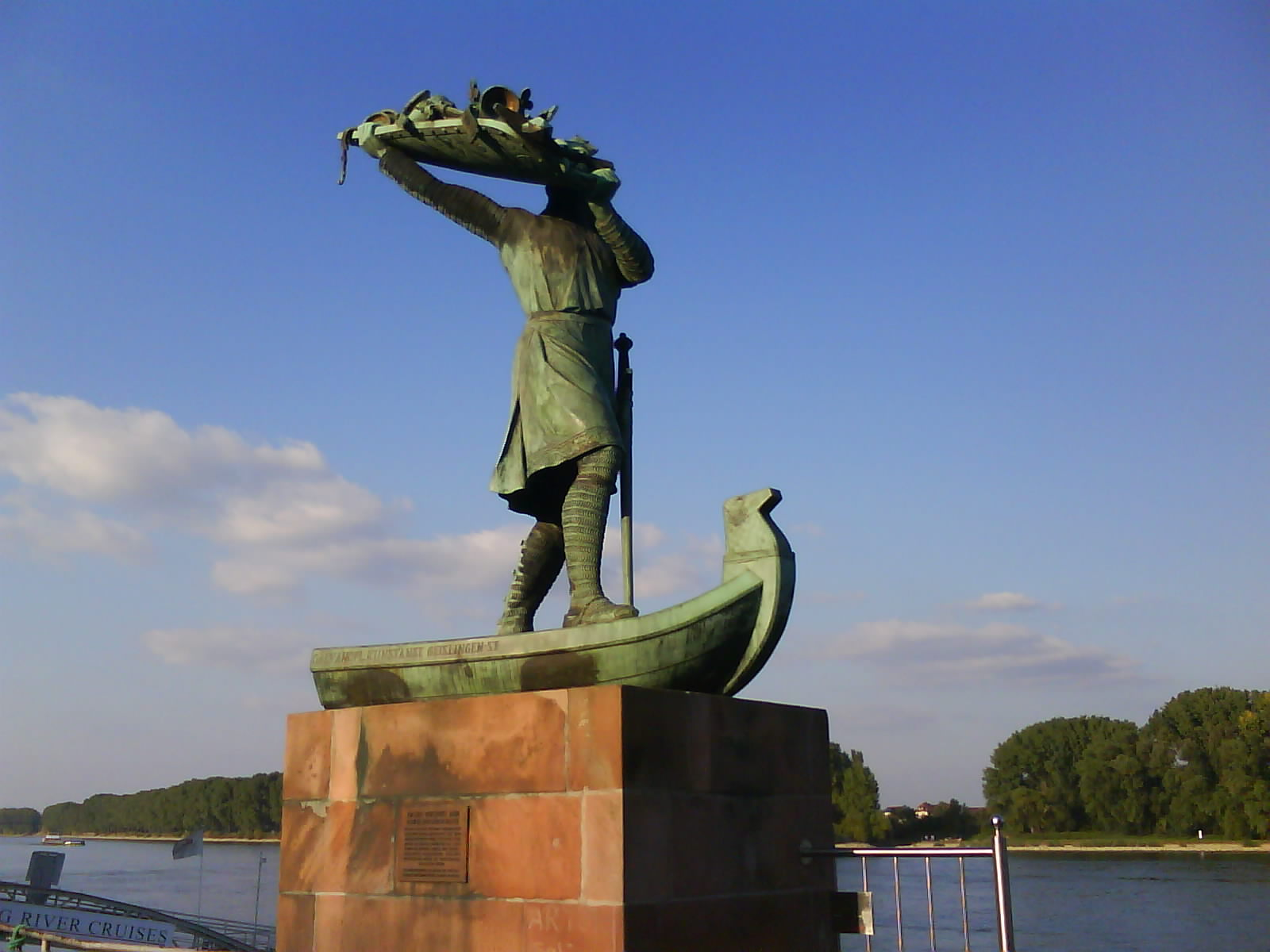
Памятник Хагену на берегу Рейна
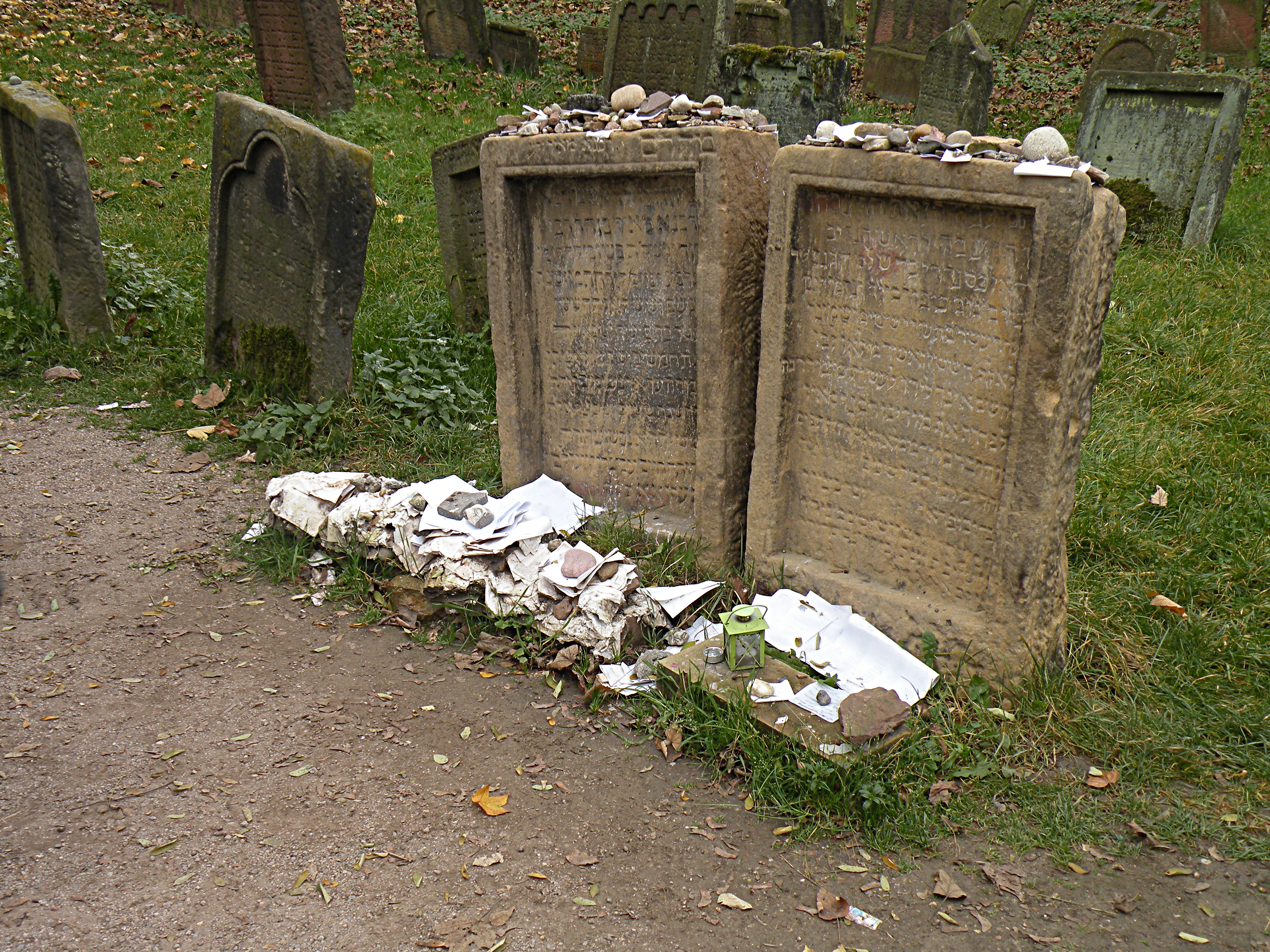
«Могила Раши» на еврейском кладбище
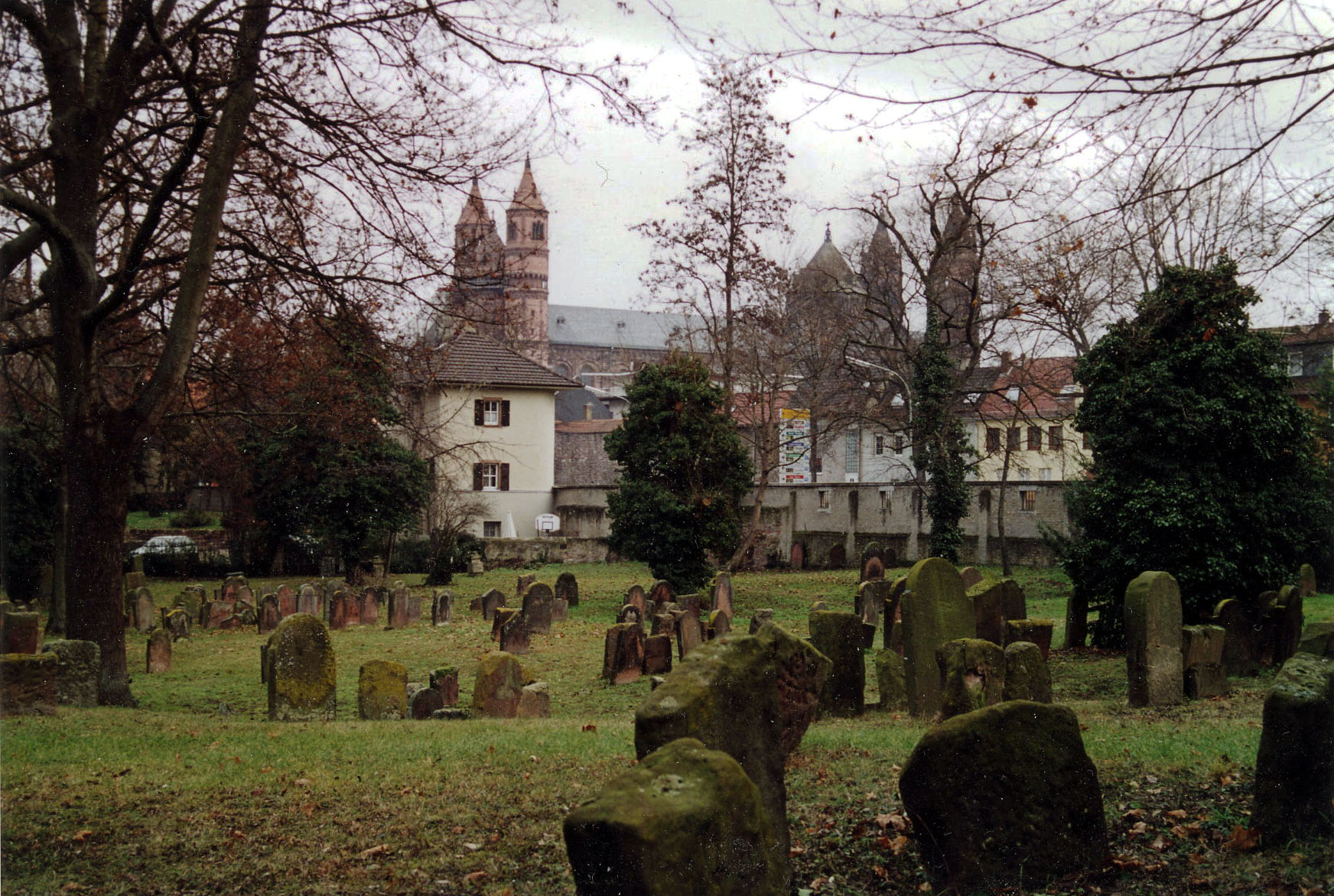
Еврейские надгробия XII века на фоне Вормсского собора

### Синагоги

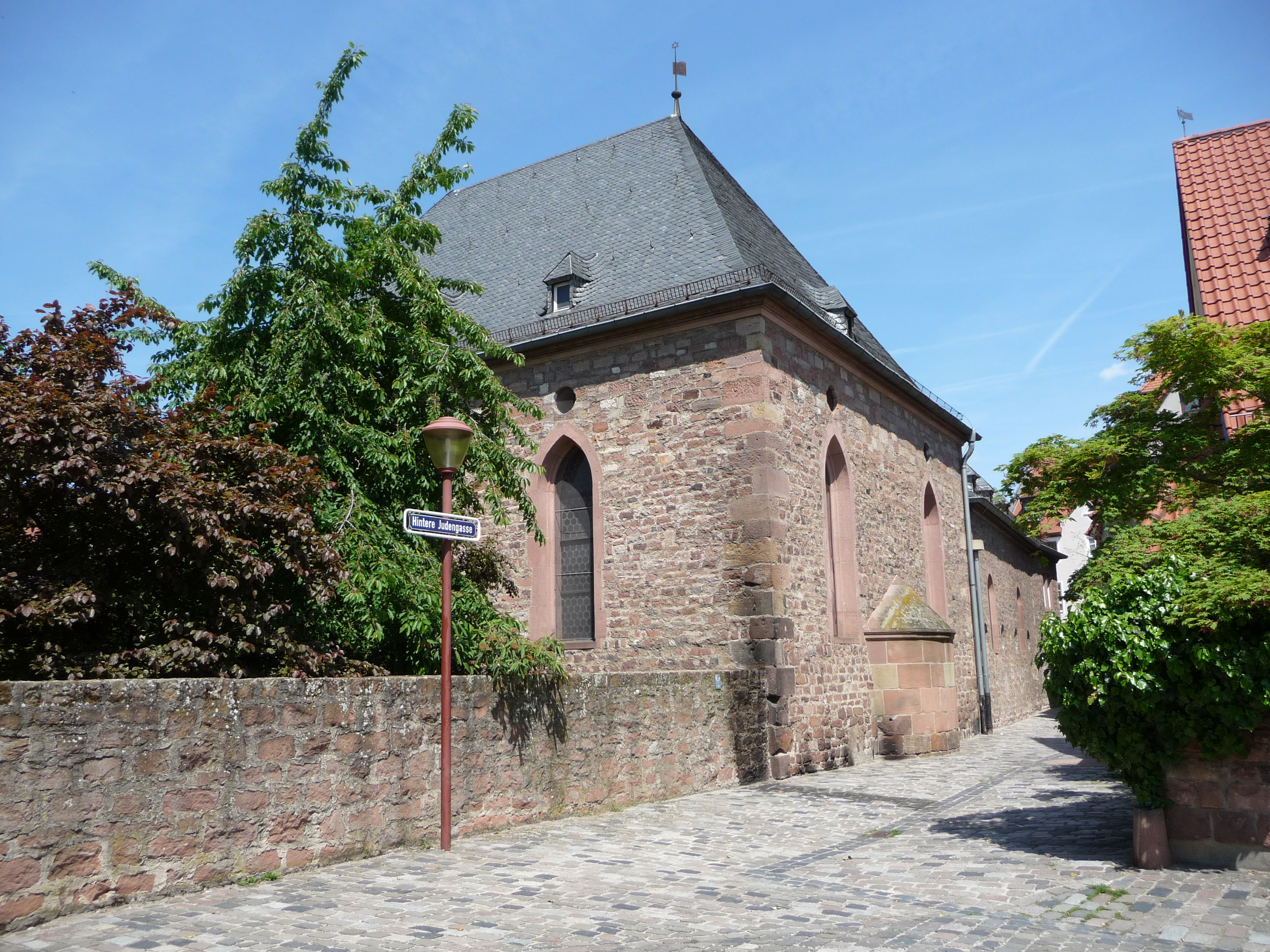
Мужская синагога

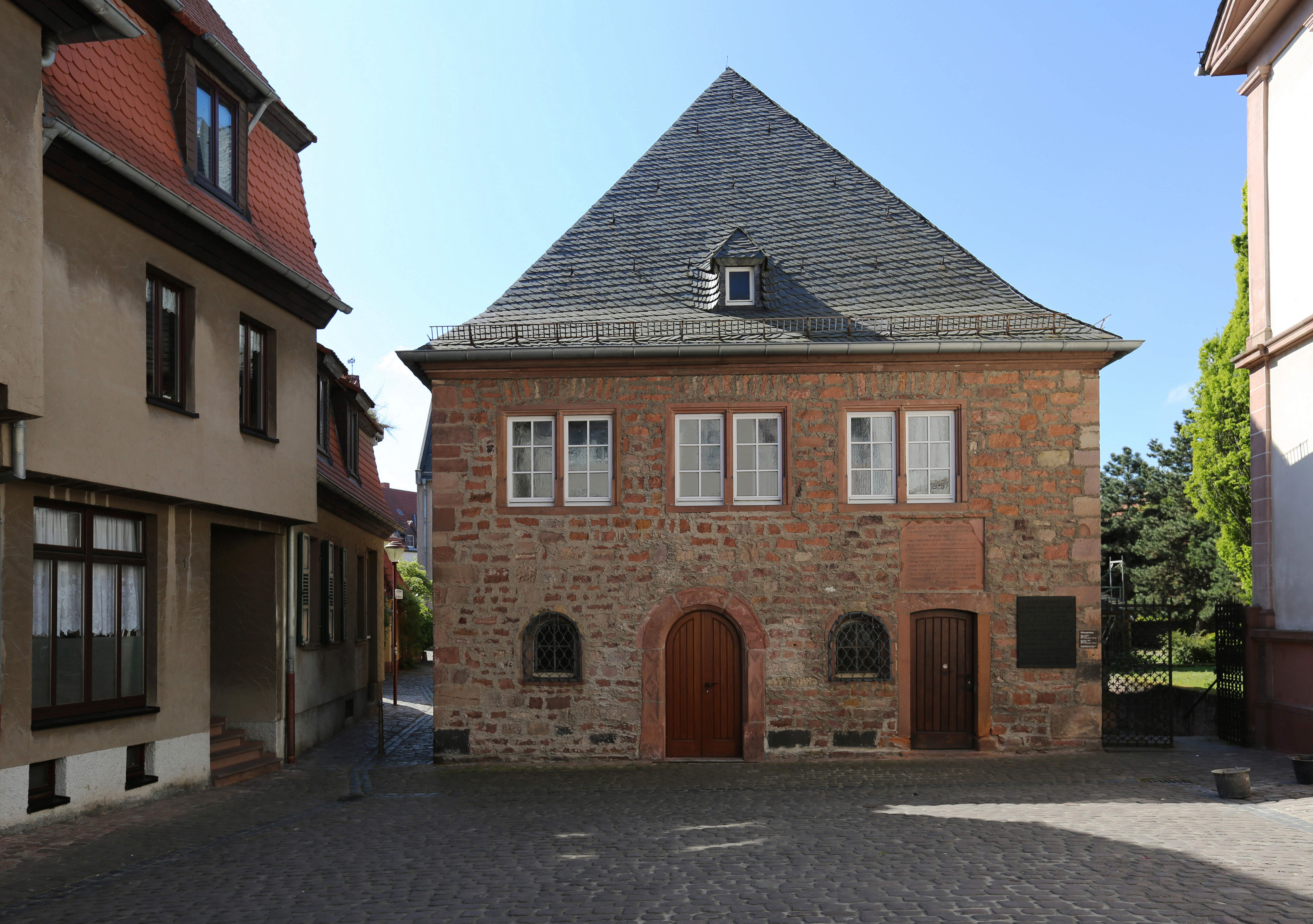
Женская синагога

В 1000 году упоминается, что евреи Вормса посетили синагогу в Кёльне. В 1034 году они построили в Вормсе первую каменную синагогу в Германии, которая уже в 1096 году (во время вормсской резни) и в 1146 году получила серьёзные повреждения от фанатичных участников крестовых походов. Новое здание было построено в 1174—1175 годах, а в 1212 году к нему пристроено здание женской синагоги. Талмудическая школа Вормса представляла собой духовный центр средневекового иудаизма, поэтому Вормс иногда назывался «малым Иерусалимом».
Во время чумы 1348 года евреи были обвинены в отравлении колодцев, и весь еврейский квартал и синагоги подверглись разрушению.
В 1615 году должники изгнали своих кредиторов-евреев и нанесли серьёзные разрушения синагогам. В 1624 году у мужской синагоги было построено здание высшей иудейской школы. В 1689 году французы разрушили город, а синагоги использовали как конюшни. Синагоги были полностью разрушены нацистами в 1938 году. В 1961 году синагоги были восстановлены. Также в 1958 году была восстановлена миква — подземная холодная баня для ритуальных омовений, построенная в 1185 году.

## Экономика
Традиционной отраслью производства в городе было кожевенное, и город в нём сохранял свою лидирующую роль до конца Второй мировой войны. После восстановления разрушенного в ходе войны город продолжал отличаться высоким уровнем производства искусственных материалов и химическими производствами.
- «Rowe Mineralölwerk» — завод моторных масел.

## Культура
Ежегодно в августе в Вормсе проходит Фестиваль Нибелунгов (нем. Nibelungenfestspiele), главным действием которого является театральная постановка средневековой германской эпической поэмы «Песнь о Нибелунгах» (нем. Das Nibelungenlied).

### Музей нибелунгов

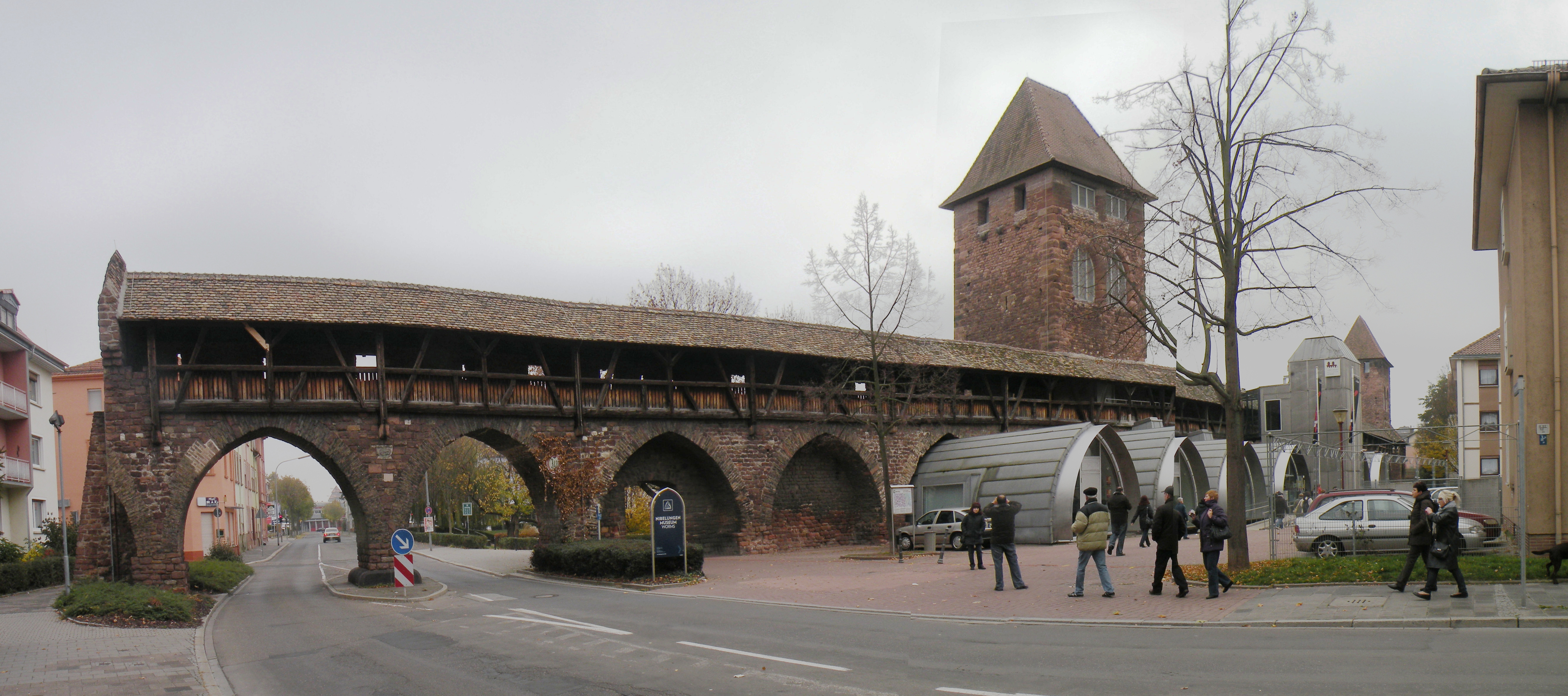
Музей нибелунгов

Главной темой музея Нибелунгов (основан в 2001 году) является ознакомление с древнейшей национальной историей на основе текстов сказания о Нибелунгах. Музей находится в двух сохранившихся башнях городской стены и соединяющем их прясле. Музей использует новейшую технологию демонстрации имеющегося материала, включающего аудиогиды и компьютерную технику. В экспозицию включены фрагменты из немого двухсерийного фильма Фрица Ланга «Нибелунги» (1924). Лозунг музея Нибелунгов — «Миф жив!» (нем. Der Mythos lebt!).